# Portulak

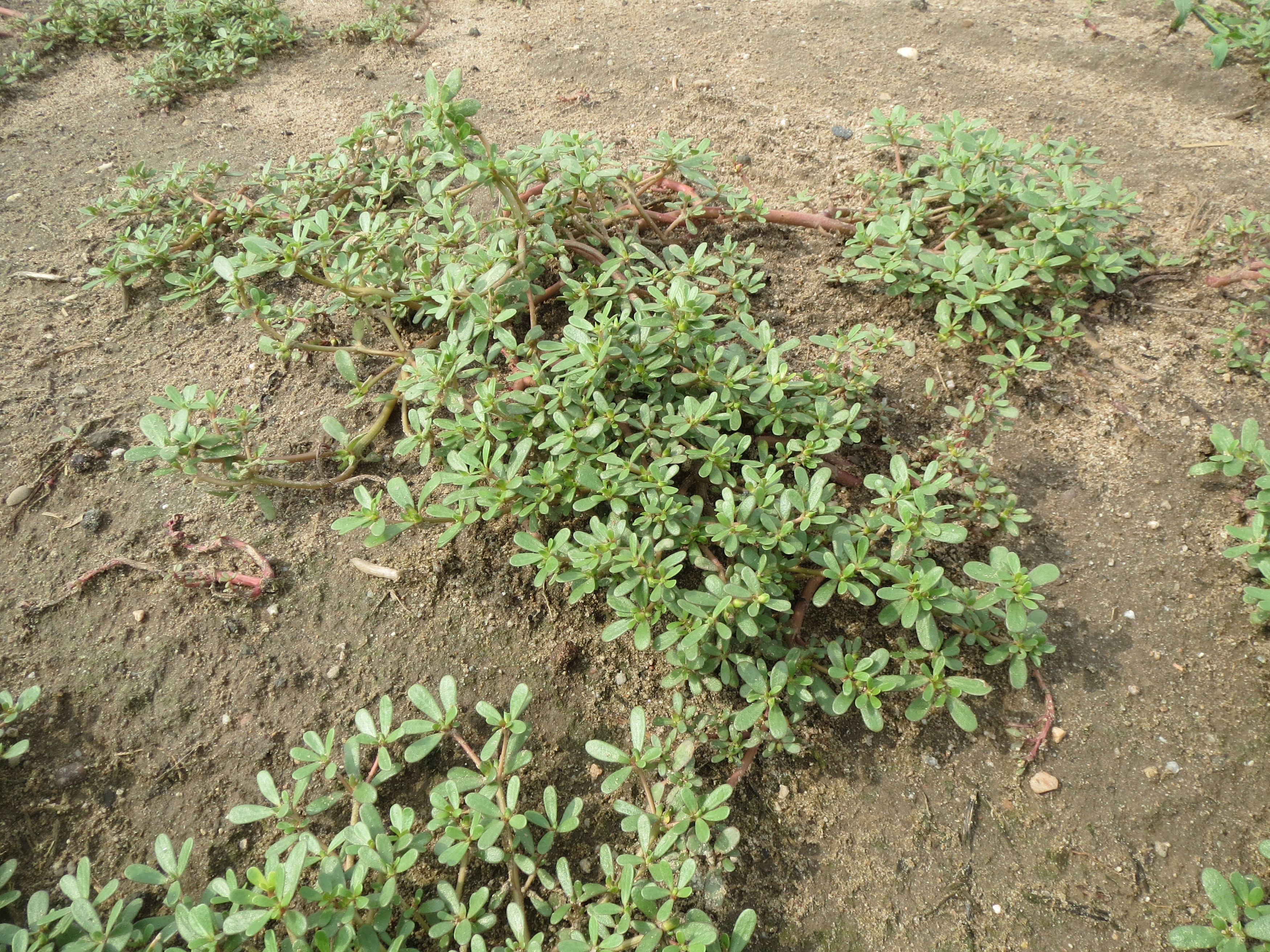
Portulaca oleracea – Habitat auf Sandboden

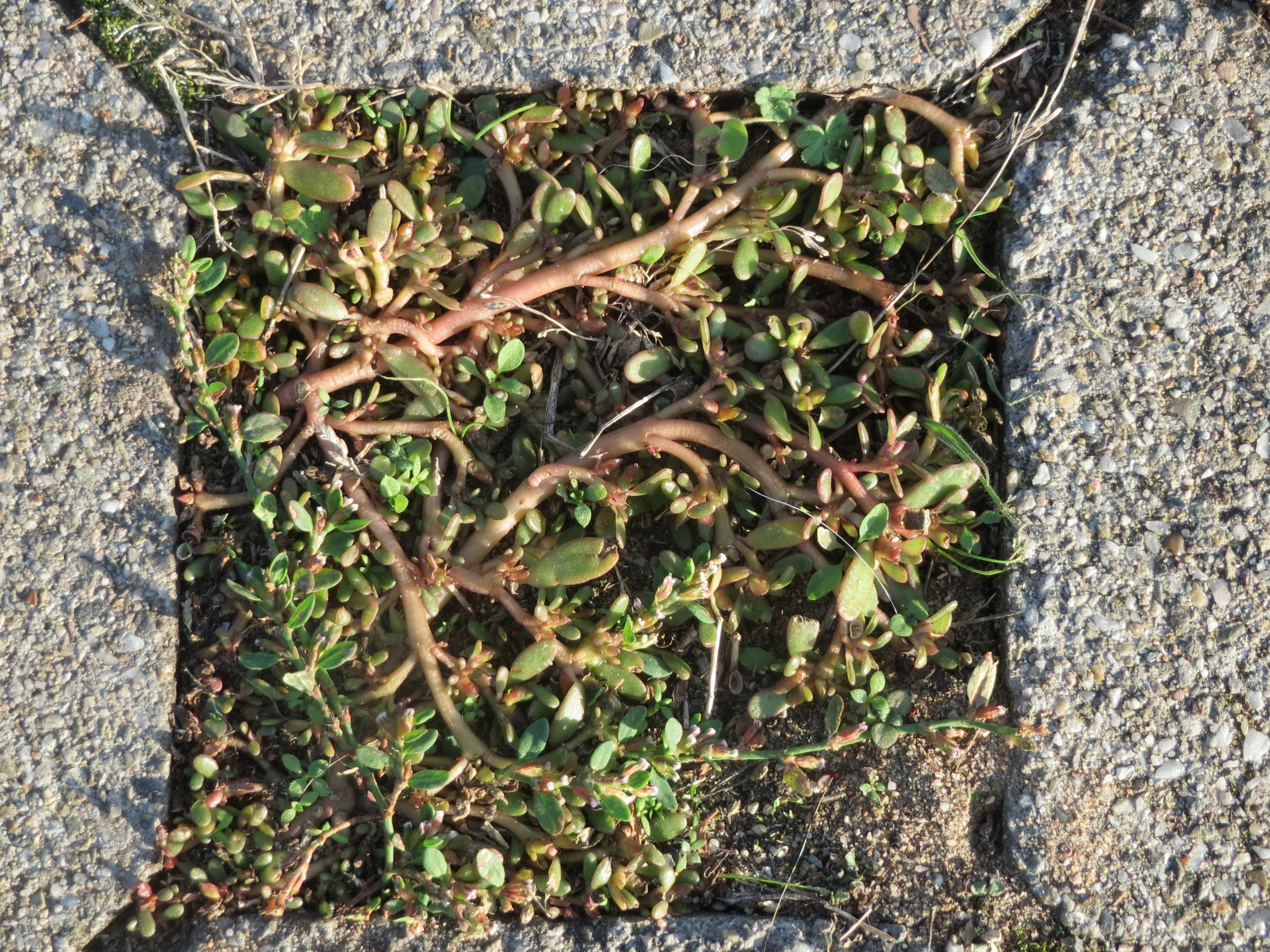
Portulaca oleracea – Habitat auf Pflaster

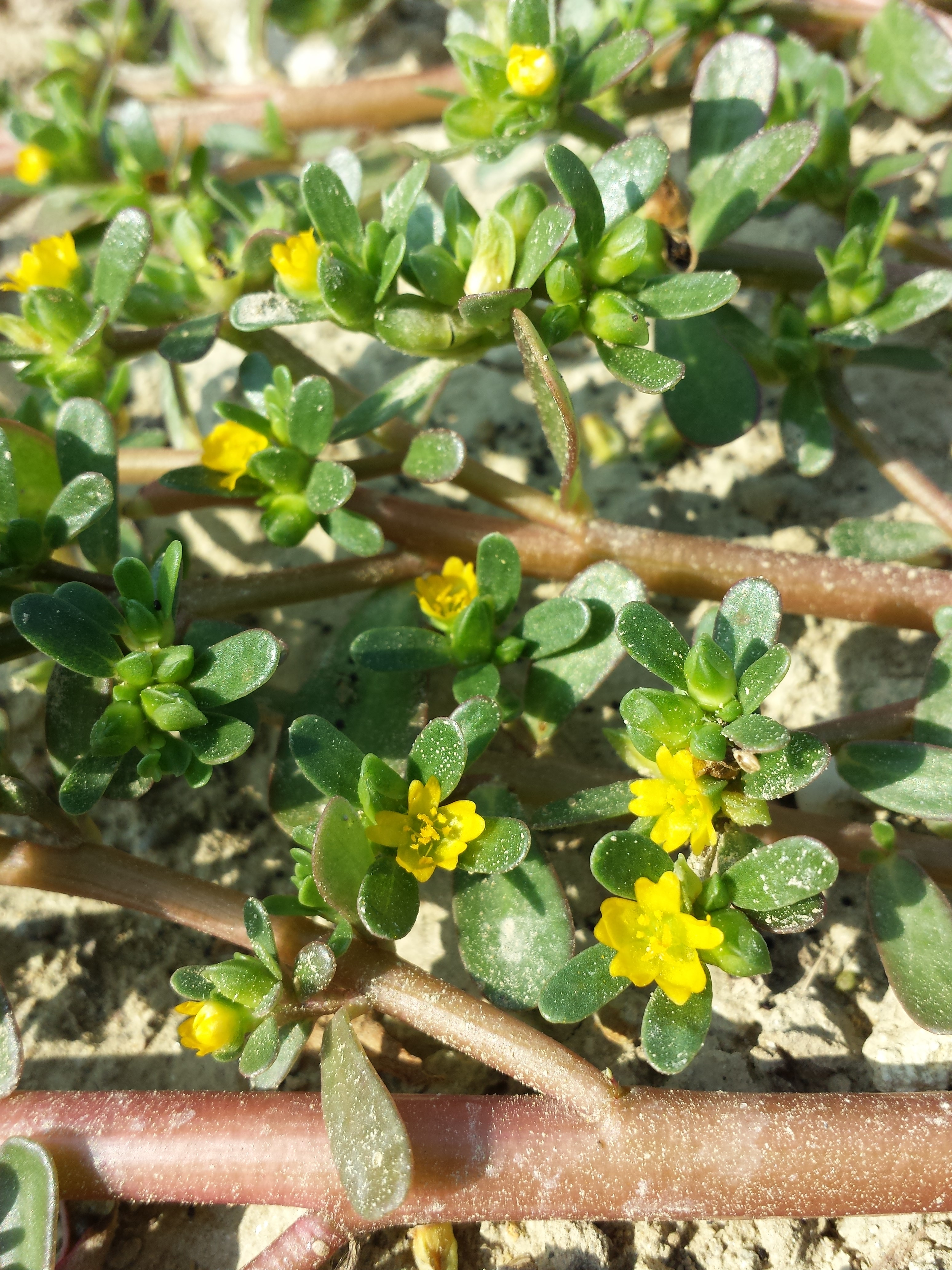
Portulak (Portulaca oleracea), blühend

Der Portulak (Portulaca oleracea), auch Gemüse-Portulak oder Sommerportulak genannt, ist eine Pflanzenart aus der Gattung Portulak (Portulaca) innerhalb der Familie der Portulakgewächse (Portulacaceae). Sie ist in den gemäßigten Zonen weltweit verbreitet und wird gelegentlich als Gemüse oder Gewürz verwendet.

## Beschreibung

### Vegetative Merkmale
Der Portulak ist eine einjährige, krautige, sukkulente Pflanze, die Wuchshöhen von 10 bis 30 Zentimetern, bei kultivierten Formen auch bis 40 Zentimetern erreicht. Sie verzweigt sich von der Basis an und darüber mit niederliegenden und aufstrebenden Stängeln. Die Stängel haben einen Durchmesser von etwa 5 mm, sie sind grün und können, wie die Laubblätter, bei sonnigem Stand purpurfarben überhaucht sein. Die sonst frischgrünen, sukkulenten Laubblätter sind 1 bis 3 (bis 4) Zentimeter lang, bis 1,5 Zentimeter breit und stumpf spatelförmig. Sie sind gegen den Grund keilig verschmälert. Sie stehen wechselständig bis fast gegenständig an den Zweigen. Die Nebenblätter sind als winzige Haare in den Blattachseln kaum erkennbar.

### Generative Merkmale
Die Blütezeit reicht von Juni bis Oktober. Die kopfig gestauchten Blütenstände, die über einer Gruppe von meist vier Blättern erscheinen, tragen ein bis fünf (selten bis 30) Blüten. Die grünen, kelchblattartigen Hochblätter sind breit eiförmig, haben einen Durchmesser von 8 Millimetern und sind stark gekielt. Die meist fünf (selten vier) gelben Kronblätter sind verkehrt-eiförmig und 3 bis 9 Millimeter lang. Um den kugeligen Fruchtknoten mit vier bis fünf Narben stehen sieben bis zehn (manchmal bis 15) Staubblätter.
Die 3 bis 9 Millimeter lange Frucht ist eiförmig. Ihr Deckel ist glänzend und strohgelb. Die schwarzen, rundlichen und häufig winzig gewarzten Samen sind 0,5 bis 1 mm groß.
In Kultur sind auch aufrechter wachsende Pflanzen bekannt, die in allen Teilen größer werden. Portulaca oleracea kommt in drei Ploidiestufen (2n = 18, 36, 54) vor. Sie ist in allen äußeren Merkmalen äußerst variabel und bildet an verschiedenen Standorten unterschiedliche Formen aus.

## Ökologie
Die gelben Blüten bestäuben sich meist selbst, gelegentlich werden sie von Fliegen und Ameisen besucht. Die Blüten sind nur vormittags geöffnet; ihre Staubfäden sind reizbar.
Die Früchte sind vielsamige Deckelkapseln. Der Samenansatz ist beträchtlich; eine Pflanze kann bis zu 193.000 Samen entwickeln. Die Samen keimen optimal erst bei einer Temperatur oberhalb 25 °C, sie sind Lichtkeimer, schon eine Bodenbedeckung von 5 mm schadet der Keimung.
Portulak-Arten sind das einzig bekannte Beispiel für Pflanzen, die je nach Umweltbedingungen zwischen einer
C4-Photosynthese und einer CAM-Photosynthese umschalten können.

## Systematik
Die Erstveröffentlichung von Portulaca oleracea erfolgte 1753 durch Carl von Linné in Species Plantarum. Aufgrund der großen Variabilität wurde eine große Anzahl von Kleinsippen als Arten, Unterarten und Varietäten beschrieben, die jedoch nach Meinung anderer Veröffentlichungen alle in das Variationsspektrum der Portulaca oleracea fallen. Die in der Literatur häufiger zu findenden Synonyme Portulaca oleracea subsp. sativa, Portulaca sativa und Portulaca oleracea var. sativa beziehen sich auf eine in Kultur befindliche, etwas robustere Form mit größeren Samen, die nicht von der Art zu trennen ist.
Durch Merkmale der Samenschale können mehrere Unterarten unterschieden werden:
- Portulaca oleracea subsp. oleracea
- Portulaca oleracea subsp. sativa (Haw.) Čelak.
- Portulaca oleracea subsp. granulatostellulata (Poelln.) Danin & H.G.Baker
- Portulaca oleracea subsp. nitida Danin & H.G.Baker
- Portulaca oleracea subsp. papillatostellulata Danin & H.G.Baker
- Portulaca oleracea subsp. stellulata Danin & H.G.Baker.

Der im Anbau so genannte Winterportulak (Claytonia perfoliata) stammt aus der Familie der Quellkrautgewächse und ist nicht näher verwandt.

## Vorkommen
Die Ursprungsregion des Portulak (von gleichbedeutend lateinisch portulaca) ist nicht mehr nachweisbar. Seine ursprüngliche Heimat ist wohl Südost- und Südeuropa. Er ist weltweit in den warmgemäßigten Zonen verbreitet. Die schnelle Vermehrung der Pflanzen (Sämlinge können innerhalb von sechs Wochen aufwachsen, blühen und wieder Samen ausstreuen), die Langlebigkeit der Samen (nach 14 Jahren keimen noch 50 %), sowie deren Schwimmfähigkeit und Meerwasserbeständigkeit tragen zur weiten Verbreitung bei. Der Portulak galt 1993 weltweit als die achthäufigste Pflanzenart und zählte zudem zu den zehn schädlichsten „Unkräutern“.
In Mitteleuropa gedeiht er in wärmeren, tieferen Lagen. Im Norden Deutschlands kommt er nur selten vor. Portulak besiedelt nährstoffreiche, lockere Sand- und Lehmböden, die im Sommer auch trocken sein können. Er ist als Pionierpflanze in Gärten, auf Äckern, an Wegen und in Pflasterritzen zu finden. In Mitteleuropa wächst er vorzugsweise in Gesellschaften des Verbands Polygonion avicularis, aber auch in denen der Ordnungen Sisymbrietalia oder Polygono-Chenopodietalia.
Als Wildpflanze ist Portulaca oleracea in Mitteleuropa ein Archäophyt. Der Portulak benötigt in Mitteleuropa zumindest mäßig stickstoffhaltigen, lockeren, humushaltigen Sand- oder Lehmboden in Gegenden, in denen die Sommer überdurchschnittlich warm und trocken sind. In Mitteleuropa kommt er in Unkrautgesellschaften, in Gärten und Weinbergen vor, er geht aber auch an Wege, ja in Pflasterritzen. Als Wildpflanze ist er überall selten und kaum bestandsbildend. Die ökologischen Zeigerwerte nach Landolt et al. 2010 sind in der Schweiz: Feuchtezahl F = 2+w (frisch aber mäßig wechselnd), Lichtzahl L = 4 (hell), Reaktionszahl R = 3 (schwach sauer bis neutral), Temperaturzahl T = 4+ (warm-kollin), Nährstoffzahl N = 4 (nährstoffreich), Kontinentalitätszahl K = 3 (subozeanisch bis subkontinental).

## Verwendung und Inhaltsstoffe

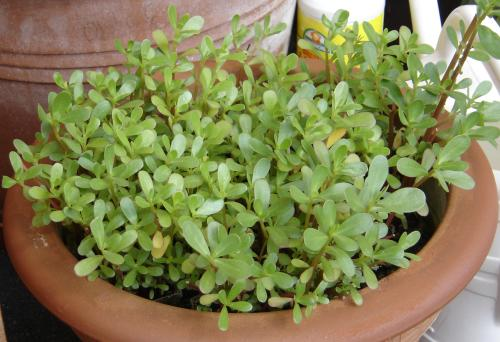
Portulaca oleracea im Topf

Die Ernte kann schon 4 Wochen nach der Aussaat erfolgen.
Der Portulak wird seit mehreren tausend Jahren zur Ernährung genutzt, ist aber, wie viele Wildgemüse, in Deutschland in Vergessenheit geraten. Als Heilpflanze taucht der Portulak bereits in einer alten babylonischen Schrift aus dem achten vorchristlichen Jahrhundert auf, die die Pflanzen des Heilkräutergartens des Königs Marduk-Apla-Iddina II., (des biblischen Merodach-Baladan) aufzählt. Tabernaemontanus empfiehlt 1588 in seinem New Kreuterbuch Portulak gegen den „Sod im Magen“ und hält auch fest, dass der „Saft im Mund gehalten machet die wackelhafftige Zähne wiederum fest stehen“. In einigen alten Kräuterbüchern (laut Avril Rodway) steht geschrieben: „eine angenehme Salatpflanze und so gesundheitsfördernd, daß man nur bedauern kann, daß sie nicht häufiger verwendet wird.“
Junge Blätter schmecken leicht säuerlich, salzig und nussartig, ältere Blätter werden dagegen bitter. Die Blütenknospen können ähnlich wie Kapern genutzt werden. Der würzige Geschmack der Pflanze geht auf Omega-3-Heptalinolsäure zurück.

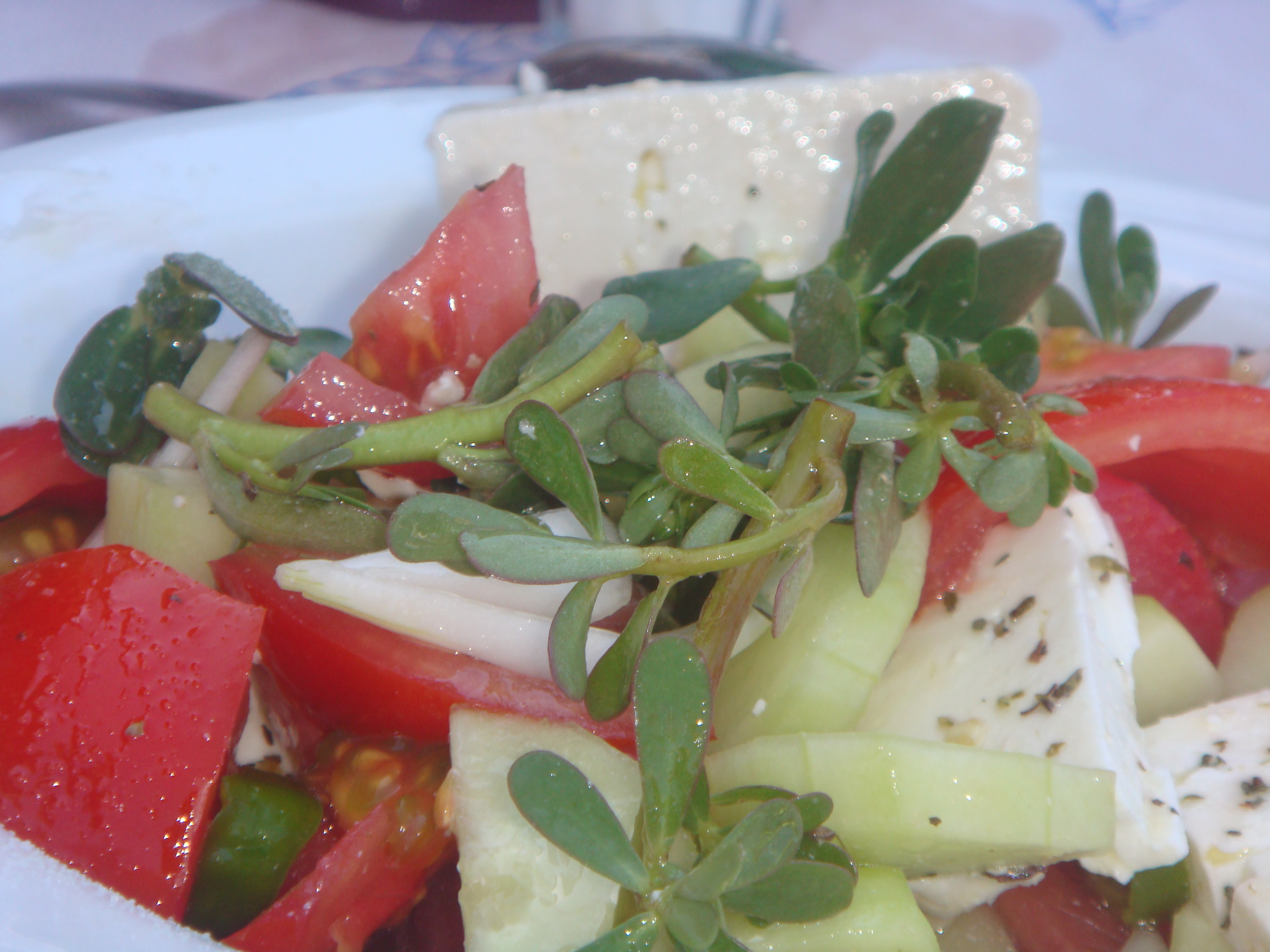
Portulak in einem Griechischen Bauernsalat

Die Pflanzen enthalten größere Mengen von Vitamin C und Omega-3-Fettsäuren sowie kleinere Mengen der Vitamine A, B und E, der Mineralstoffe und Spurenelemente Magnesium, Calcium, Kalium und Eisen, Zink sowie Alkaloide, Flavonoide, Cumarine, Saponine, Glutaminsäure, Oxalsäure, das Sterin β-Sitosterol und Schleimstoffe. Zur Erhaltung der Inhaltsstoffe, insbesondere der Vitamine, werden junge Zweige und abgepflückte Blätter am besten frisch geerntet und klein geschnitten in Salaten und Quarkzubereitungen verwendet. Sollen die Blätter gegart verwendet werden, reicht es, sie kurz zu blanchieren oder in Öl zu dünsten.